# Coupe des clubs champions européens de futsal 1996-1997
Navigation
1995-1996 1997-1998
La Coupe des champions de futsal 1996-1997 est la onzième édition de la Coupe des clubs champions européens de futsal. Le tournoi a lieu du 4 au 9 mai 1997 à Moscou et voit six clubs participer.
Les deux derniers vainqueurs, l'hôte Dina Moscou et le tenant du titre BNL Calcetto, s'affrontent en finale. Déjà croisés une première fois en phase de poule, les Russes prennent une seconde fois le dessus sur les Italiens mais ont cette fois besoin des tirs au but après le nul 2-2. Pour sa deuxième participation, l'Interviu termine de nouveau sur le podium après son sacre en 1991.
L'attaquant russe Konstantin Eremenko est de nouveau sacré meilleur buteur pour la troisième édition consécutive.

## Organisation

### Format
Le format est quasiment identique aux éditions précédentes. Il comprend toujours six équipes invitées qui s'affrontent d'abord dans une phase de groupes en tournoi toutes rondes.
La seule nouveauté est la qualification des deux premiers de chacune des deux poules, qui s'affrontent en demi-finale croisées. 

### Clubs participants
Six champions nationaux sont invités à la compétition.
| Équipe             | Qualification,                 | Nbr participation | Dernière participation | Meilleur résultat   |
| ------------------ | ------------------------------ | ----------------- | ---------------------- | ------------------- |
| MFK Dina Moscou    | Champion de Russie             | 4e                | 1995-96                | vainqueur (1994-95) |
| Interviú Boomerang | Champion d'Espagne 1995-96     | 2e                | 1990-91                | vainqueur (1990-91) |
| BNL Calcetto T     | Champion d'Italie 1995-96,     | 2e                | 1995-96                | vainqueur (1995-96) |
| DFC Praha          | Champion de République tchèque | 1re               | -                      | -                   |
| Hoornsche Veerhuys | Champion des Pays-Bas          | 1re               | -                      | -                   |
| Lokomotiv Odessa   | Champion d'Ukraine             | 1re               | -                      | -                   |

Présents lors de la majorité des éditions précédentes, la Croatie, la Hongrie et la Belgique ne sont pas représentées.

### Officiels
La compétition est suivie par six officiels dont deux de la FIFA (Lars-Åke Lagrell, Tom Van Der Hulst) ainsi que deux de l'UEFA (Davies Havard et Petr Fousek) et possède un comité d'arbitrage composée de cinq membres.
Six arbitres sont responsables des matchs, trois russes (Alexei Selikov, Grigory Berezkin, Ruslan Kiselev), un belge (Jacques Boignet) et un tchèque (Evzen Almer).

## Compétition

### Phase de groupes

#### Groupe A
Les deux derniers vainqueurs, l'hôte Dina Moscou et le tenant du titre BNL Calcetto, se retrouvent dans le même groupe. Ils s'affrontent lors de la troisième et dernière journée, étant déjà tous deux qualifiés après avoir vaincu le DFC Prague. Les Russes l'emportent 6-2 avec un triplé en deux minutes de Konstantin Eremenko.
| Rang | Équipe          | Pts | J | G | N | P | Bp | Bc | Diff |
| ---- | --------------- | --- | - | - | - | - | -- | -- | ---- |
| 1    | MFK Dina Moscou | 6   | 2 | 2 | 0 | 0 | 13 | 3  | +10  |
| 2    | BNL Calcetto T  | 3   | 2 | 1 | 0 | 1 | 6  | 7  | -1   |
| 3    | DFC Praha       | 0   | 2 | 0 | 0 | 2 | 2  | 11 | -9   |

| 4 mai 1997 | BNL Calcetto                               | 4 – 1   | DFC Praha |  |  |
|            | Riscino 3e 21e · Fasciano 26e · Caleca 37e | (1 – 1) | 13e Jezek |  |  |

| 5 mai 1997 | Dina Moscou                                                                   | 7 – 1   | DFC Praha   |  |  |
|            | Verizhnikov 10e · Bely 14e · Eremenko 20e 35e · Alekberov 20e 20e · Gorin 38e | (5 – 1) | 16e Smetana |  |  |

| 6 mai 1997 | Dina Moscou                                            | 6 – 2   | BNL Calcetto             |  |  |
|            | Abyanov 13e · Alekberov 22e 40e · Eremenko 33e 34e 34e | (1 – 0) | 21e Plini · 38e Fasciano |  |  |

#### Groupe B
Le Lokomotiv Odessa remporte d'un but son premier match contre les hollandais du Hoornsche Veerhuys. Les Ukrainiens arrachent ensuite le nul et leur qualification contre l'Interviú Boomerang (4-4) qui mène pourtant 3-0 à onze minutes du terme du match. Dans le dernier match décisif, les Madrilènes l'emportent tardivement, avec trois buts dans les dix dernières minutes (4-3).
| Rang | Équipe             | Pts | J | G | N | P | Bp | Bc | Diff |
| ---- | ------------------ | --- | - | - | - | - | -- | -- | ---- |
| 1    | Interviú Boomerang | 4   | 2 | 1 | 1 | 0 | 8  | 7  | +1   |
| 2    | Lokomotiv Odessa   | 4   | 2 | 0 | 0 | 2 | 6  | 5  | +1   |
| 3    | Hoornsche Veerhuys | 0   | 2 | 0 | 0 | 2 | 4  | 6  | -2   |

| 4 mai 1997 | Hoornsche Veerhuys | 1 – 2   | Lokomotiv Odessa               |  |  |
|            | Van der Gracht 26e | (0 – 0) | 23e Moskvichyov · 31e Melnikov |  |  |

| 5 mai 1997 | Interviú Boomerang             | 4 – 4   | Lokomotiv Odessa                             |  |  |
|            | Edesio 6e 14e 36e · Cobeta 29e | (2 – 0) | 31e Koridze · 31e Melnikov · 34e 37e Kosenko |  |  |

| 6 mai 1997 | Interviú Boomerang             | 4 – 3   | Hoornsche Veerhuys                   |  |  |
|            | Julio 13e 37e 40e · Edesio 31e | (1 – 1) | 4e De Vries · 26e Hoekma · 36e Zaudi |  |  |

### Phase finale

#### Tableau
Les deux équipes du groupe A se qualifient pour la finale de la compétition.
|  | Demi-finales            | Demi-finales   |                        |         | Finale     | Finale     |
|  | Demi-finales            | Demi-finales   |                        |         | Finale     | Finale     |
|  |                         |                |                        |         |            |            |
|  | 8 mai 1997              | 8 mai 1997     |                        |         | 9 mai 1997 | 9 mai 1997 |
|  | 8 mai 1997              | 8 mai 1997     |                        |         | 9 mai 1997 | 9 mai 1997 |
|  | A1 - MFK Dina Moscou    | 9              |                        |         | 9 mai 1997 | 9 mai 1997 |
|  | A1 - MFK Dina Moscou    | 9              |                        |         | 9 mai 1997 | 9 mai 1997 |
|  | B2 - Lokomotiv Odessa   | 4              |                        |         | 9 mai 1997 | 9 mai 1997 |
|  | B2 - Lokomotiv Odessa   | 4              | MFK Dina Moscou        | 2 tab 5 |            |            |
|  |                         |                | MFK Dina Moscou        | 2 tab 5 |            |            |
|  |                         | BNL Calcetto T | 2 tab 4                |         |            |            |
|  | B1 - Interviú Boomerang | BNL Calcetto T | 2 tab 4                | 2       |            |            |
|  | B1 - Interviú Boomerang |                |                        | 2       |            |            |
|  | A2 - BNL Calcetto T     | 3              |                        |         |            |            |
|  | A2 - BNL Calcetto T     | 3              | Match pour la 3e place |         |            |            |
|  |                         |                |                        |         |            |            |
|  |                         |                |                        |         |            |            |
|  |                         |                |                        |         |            |            |
|  | Interviú Boomerang      | 5              |                        |         |            |            |
|  | Interviú Boomerang      | 5              |                        |         |            |            |
|  | Lokomotiv Odessa        | 3              |                        |         |            |            |
|  | Lokomotiv Odessa        | 3              |                        |         |            |            |

#### Demi-finales
| 8 mai 1997 | Dina Moscow                                                        | 9 – 4 | Lokomotiv Odessa                                     |  |  |
|            | Eremenko · Alekberov (it) · Markin (it) · Zakerov (it) · Bely (it) |       | Koridze · Bezugly (it) · Melnikov (it) · Moskvichyov |  |  |

| 8 mai 1997 | Interviu Boomerang | 2 – 3 | BNL Calcetto            |  |  |
|            | Limones · Francis  |       | Fama · Vujovic · Caleca |  |  |

#### Match pour la3eplace
| 9 mai 1997 | Interviú Boomerang      | 5 – 3 | Lokomotiv Odessa              |  |  |
|            | Edesio · José · Francis |       | Moskvichyov · MelnikovKosenko |  |  |

#### Finale
| 9 mai 1997                                                               | Dina Moscou                   | 2 – 2 5 – 4 t. a. b.                                             | BNL Calcetto                       |                                           |                                           |
|                                                                          | Erëmenko 5e · Markin (it) 39e | (1 – 0)                                                          | 29e Riscino (it) · 40e Caleca (it) | Arbitrage : Alexei Selikov et Evzen Almer | Arbitrage : Alexei Selikov et Evzen Almer |
| Gorin (it) · Alekberov (it) · Verižnikov (it) · Erëmenko · Samochin (it) | Tirs au but 5 – 4             | Caleca (it) · Fasciano · Riscino (it) · Ferrazoli · Rinaldi (it) |                                    | Arbitrage : Alexei Selikov et Evzen Almer | Arbitrage : Alexei Selikov et Evzen Almer |

## Récompenses individuelles

### Trophées individuels
| Récompenses        | Lauréat              | Club               |
| ------------------ | -------------------- | ------------------ |
| Meilleur joueur    | Alexander Verzhnikov | Dina Moscou        |
| Meilleur gardien   | Massimo Rinaldi      | BNL Calcetto       |
| Meilleur défenseur | Andrea Fama          | BNL Calcetto       |
| Meilleur attaquant | Edesio Rodrigues     | Interviú Boomerang |
| Meilleur buteur    | Konstantin Eremenko  | Dina Moscou        |
| Fair-play          | Lokomotiv Odessa     | Lokomotiv Odessa   |

### Meilleurs buteurs
Konstantin Eremenko, termine de nouveau meilleur buteur pour la troisième édition consécutive.
| Buts | Lauréat             | Club               |
| ---- | ------------------- | ------------------ |
| 10   | Konstantin Eremenko | Dina Moscou        |
| 6    | Temur Alekberov     | Dina Moscou        |
| 6    | Edesio Rodrigues    | Interviú Boomerang |
| 4    | Melnikov            | Lokomotiv Odessa   |
| 4    | Moskvichyov         | Lokomotiv Odessa   |
| 3    | Gabriele Caleca     | BNL Calcetto       |
| 3    | Julio               | Interviú Boomerang |
| 3    | Massimo Riscino     | BNL Calcetto       |